# Sturm und Drang

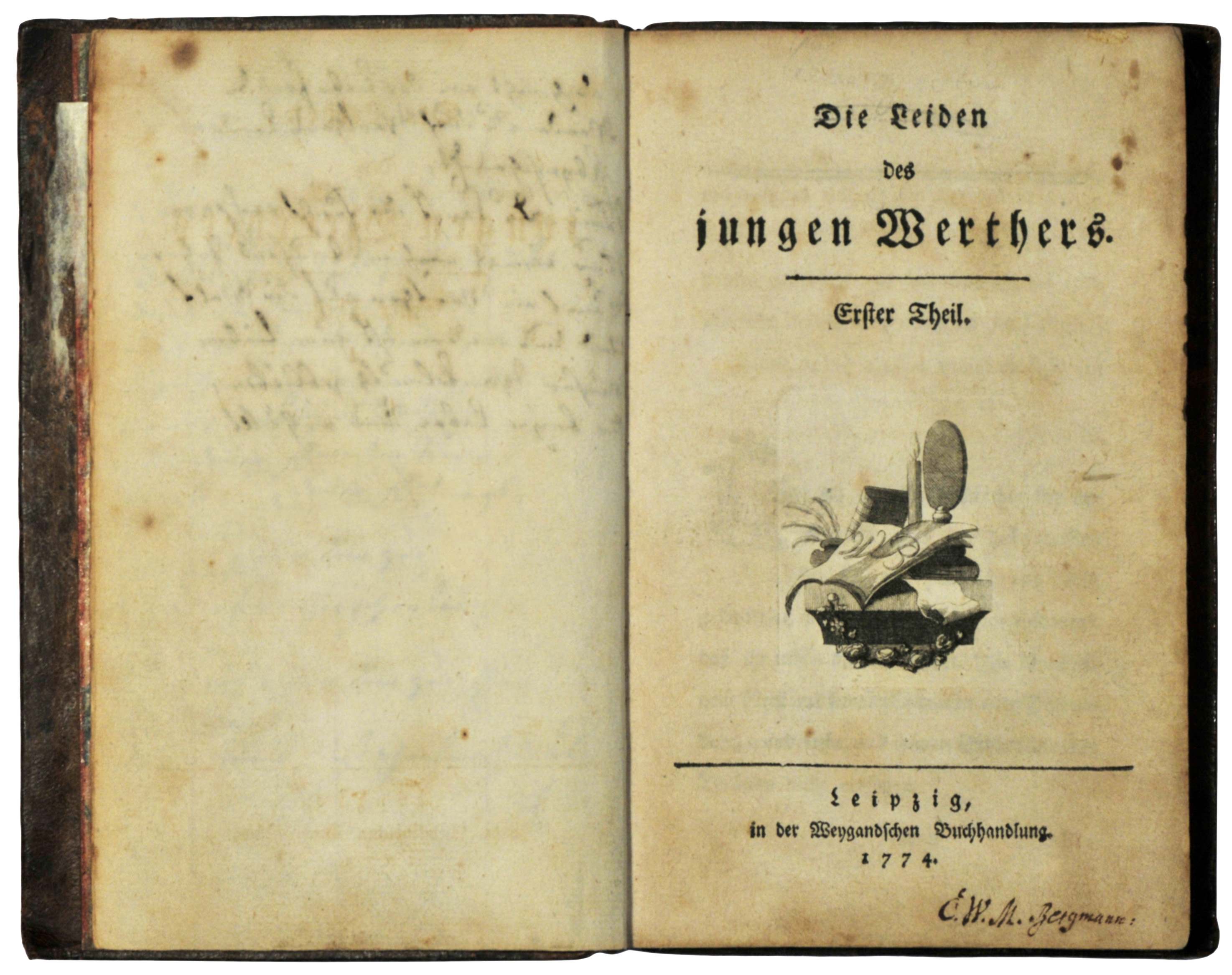
Goethe: Az ifjú Werther szenvedései
(első kiadás, 1774)

Sturm und Drang (magyarul: „vihar és vágy”) a német irodalmi felvilágosodás jelentős szakaszának, egy elsősorban az 1770-es években fellépő szellemi mozgalmának az elnevezése. A név Friedrich Maximilian Klinger egy 1776-os drámájának hasonló címéből ered, de mivel a mozgalomban részt vevő fiatal költők és írók jellemzője volt, hogy a zsenialitást tartották a legtöbbre, a korszakot „zseni-korszaknak” (Geniezeit, Genieperiode) is nevezik.
Vezéralakjai, a filozófus J. G. Herder és a költő J. W. Goethe körül főleg strassburgi és frankfurti fiatal költők és írók csoportosultak; az irányzat egyik meghatározó szereplője Friedrich Schiller. Képviselői szembefordultak a francia klasszicizmus és a korai felvilágosodás irodalmának racionalista kánonjával, de általában a merev racionalizmussal és a felvilágosodás laposnak tartott emberképével is – ugyanakkor csatlakoztak a felvilágosodás szentimentális és preromantikus mellékáramlatához, amennyiben élesen bírálták a „természetellenes” társadalmi rendet és annak rendi korlátait, merev konvencióit és életidegen morálját. Nyilvánvalóan hatott rájuk Jean-Jacques Rousseau kultúrkritikája és Edward Young zsenielmélete, de a pietista vallásos hagyomány is.
A mozgalom eszmei vezérmotívumai az önmegismerés, az egyénnek mint testi-lelki egésznek a szabadsága, az érzelmek és az érzékek, az ösztönök és a spontaneitás felszabadítása voltak. A természet megismerése és a természetközeliség minden élőnek és minden alkotásnak a forrása; az individuum természet adta képességeinek legmagasabb felfokozása pedig a zsenialitás. Az alkotó művész mint eredeti géniusz (Originalgenie) egyszeri és összehasonlíthatatlan jelenség; az egyes népek, nyelvek és kultúrák belső lényegét pedig a hasonló jellegű ősi és népi költészetben megnyilvánuló néplélek hordozza. A mozgalom nagy hatást gyakorolt a későbbi német klasszicizmusra és még inkább romantikára, nemcsak az irodalomban, de a filozófiában is.